# Larry Hogan
Larry Hogan, właśc. Lawrence Joseph Hogan Jr. (ur. 25 maja 1956 w Waszyngtonie) – amerykański polityk, gubernator Maryland od roku 2015 do 2023, członek Partii Republikańskiej.